# Marie-Anne d'Autriche (1634-1696)
Pour les articles homonymes, voir Marie-Anne d'Autriche.
 (septembre 2024).
Si vous disposez d'ouvrages ou d'articles de référence ou si vous connaissez des sites web de qualité traitant du thème abordé ici, merci de compléter l'article en donnant les références utiles à sa vérifiabilité et en les liant à la section « Notes et références ».
Marie-Anne d'Autriche, parfois également appelée Marianne d'Autriche (en espagnol : Mariana), née le 24 décembre 1634 à Wiener Neustadt et morte le 16 mai 1696 à Madrid, est une princesse de la maison de Habsbourg, reine d'Espagne par mariage avec son oncle Philippe IV de 1649 à 1665. Elle est aussi régente de leur fils Charles II, de 1665 à 1675 et, en raison de la mauvaise santé de celui-ci, elle reste une figure influente jusqu'à sa mort en 1696.

## Famille
Marie-Anne d'Autriche est la fille aînée de l'empereur Ferdinand III et de Marie-Anne d'Autriche, infante d'Espagne. Par son père, elle est la petite-fille de Ferdinand II du Saint Empire et de Marie-Anne de Bavière. Par sa mère, elle est la petite-fille de Philippe III (roi d'Espagne) et de Marguerite d'Autriche-Styrie. Elle a deux frères: l'empereur Léopold Ier du Saint-Empire (dont elle sera la belle-mère) et Ferdinand IV de Habsbourg.

## Jeunesse

### Naissance
Marie-Anne est née le 23 décembre 1634 à Wiener Neustadt en tant que deuxième enfant et fille aînée de l'empereur Ferdinand III et de sa première épouse Marie-Anne d'Autriche. Au moment de sa naissance, son père n'était qu'un roi bohème hongrois, et pendant la période de grossesse de sa femme, il était principalement absent des campagnes de la guerre de trente ans. Trois des frères et sœurs de Marie-Anne sont morts quand ils étaient jeunes. Son frère aîné, Ferdinand IV de Habsbourg, devint roi des Romains en 1653, mais mourut l'année suivante. En 1658, son jeune frère, Léopold Ier, devint empereur du Saint-Empire romain germanique.

### Mariage dynastique
Dès l'enfance, elle est promise à son cousin, l’infant héritier Balthasar-Charles d'Autriche, prince des Asturies, fils du roi Philippe IV et d’Élisabeth de France. À la suite de la mort du prince des Asturies en 1646, les intérêts de l'Empire et de sa Maison font de Marie-Anne la promise de son oncle, veuf et sans héritier mâle. Ce projet s'inscrit dans la tradition de la politique familiale des Habsbourg qui consiste à garantir la succession dans les deux lignées par des mariages alternés entre membres de leurs lignées autrichienne et espagnole. Les risques d'une consanguinité étroite sont alors ignorés et les mariages des princes soumis au contraintes de la politique.
De son premier mariage, Philippe IV garde une fille Marie-Thérèse d'Autriche, future épouse du roi de France Louis XIV. Elle n'a que 3 ans de moins que Marie-Anne et est l'héritière de la couronne en l'absence d'héritier mâle. Le 8 novembre 1649, Marie-Anne, âgée de 14 ans, épouse son oncle, de 29 ans son aîné, à Navalcarnero.

## Reine d'Espagne

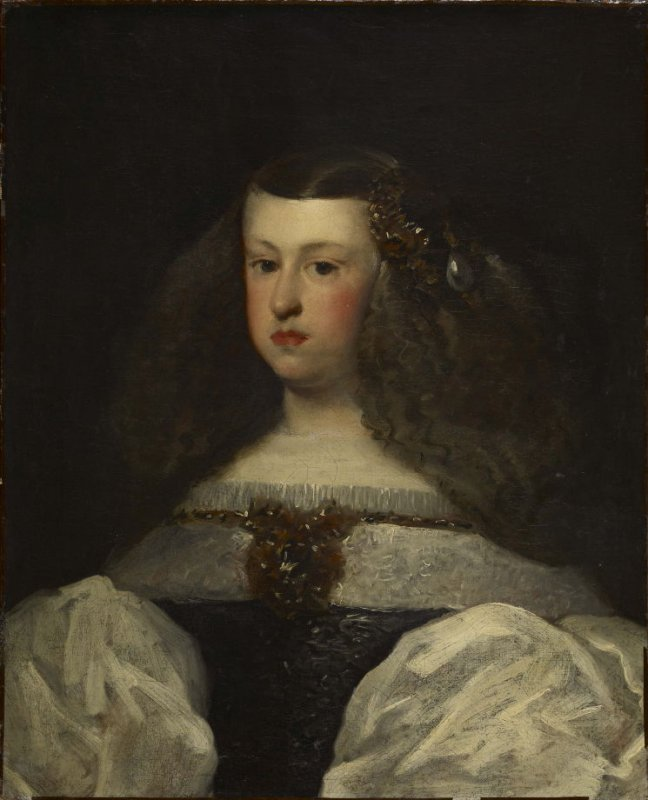
Marie-Anne d'Autriche peu après son mariage à l'âge de 14 ans

En raison de la grande différence d'âge, le mariage de Marie-Anne et de Philippe IV n'est pas heureux. Jeune fille heureuse à l'origine, les strictes cérémonies et l'étiquette lourde, compassée, de la cour espagnole la rendent de plus en plus amère et renfermée au cours de sa vie.
Près de deux ans après leur mariage, la reine donne naissance à une fille après un accouchement difficile, Marguerite-Thérèse d'Autriche le 12 juillet 1651.
La reine donne naissance à une autre fille, Marie Ambroise de la Conception, le 7 décembre 1655, mais celle-ci ne vit que deux semaines.
Le 28 novembre 1657 son premier fils, le fragile Philippe-Prosper d'Autriche, est accueilli avec grande joie par la Cour. Un an plus tard elle accouche d'un deuxième fils, Ferdinand-Thomas-Charles, né le 23 décembre 1658, il meurt 10 mois plus tard.
L'Espagne guerroie contre la France depuis 1635. La guerre prend fin en 1659 par le traité des Pyrénées, qui stipule que l'infante aînée Marie-Thérèse, issue du premier mariage du roi Philippe IV, épouse son cousin le roi de France Louis XIV. Les noces sont célébrées quelques mois plus tard, en 1660. L'Espagne craint que Marie-Thérèse d'Autriche transmette ses droits de succession au trône espagnol à la France, pour lutter contre cette possibilité, on oblige Marie-Thérèse à renoncer à ses droits sur la Couronne d'Espagne contre une dot de 500 000 livres. Cependant, cette renonciation sera considérée comme nulle par la France car la somme ne fut jamais payée.
La mort de leur fils Philippe-Prosper d'Autriche le 1er novembre 1661 est un grand malheur pour Marie-Anne et Philippe IV, le même jour Marie-Thérèse donne naissance à un fils, Louis de France, héritier du trône de France mais aussi susceptible d'être, à terme, l'héritier des possessions espagnoles. Mais, au grand soulagement de Madrid, la reine d'Espagne donne elle aussi naissance cinq jours plus tard, à un fils, Charles II, futur roi d'Espagne. Cependant l'enfant est gravement handicapé et fragile et on s'inquiète pour sa survie.

## Régente d'Espagne

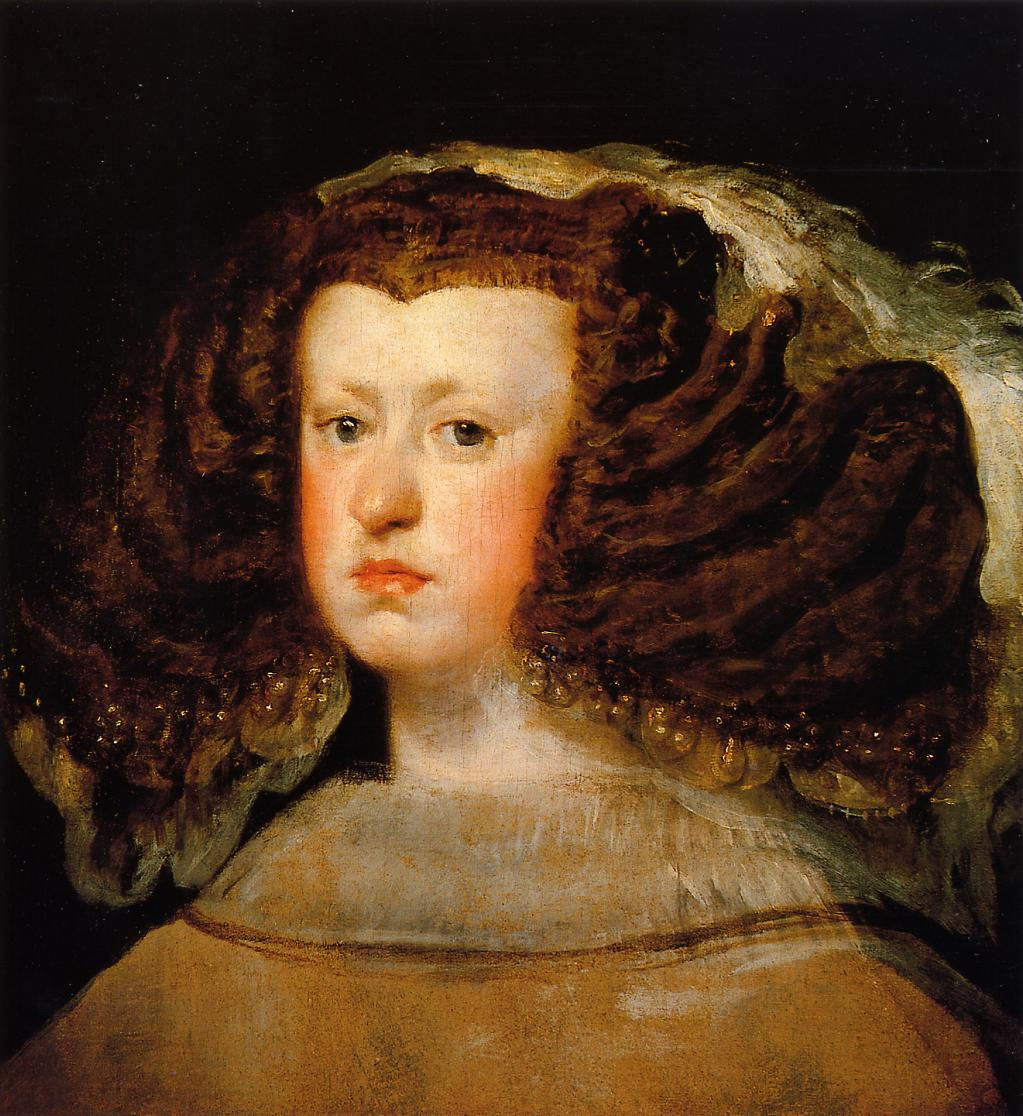
Retrato de la reina Mariana de Austria, peint par Diego Velázquez, vers 1656

Lorsque Philippe IV meurt en 1665, Charles II n'a que trois ans et Marie-Anne, âgée de 30 ans, est alors nommée régente jusqu'à la majorité de son fils en 1675 ; en raison de l'incapacité du roi, elle garde en réalité le contrôle de l'Espagne jusqu'à sa mort en 1696. Pendant tout le règne de Charles II, les puissances européennes envisageront la fin prochaine du roi et le partage de l'empire espagnol.

### Querelles de préséance
Peu préparée à jouer un rôle politique, la souveraine s'appuie sur le père Johann Eberhard Nithard son ancien précepteur qui l'a suivie en Espagne, devenu son aumônier et son confesseur, et en qui le feu roi lui-même avait grande confiance.
Pour le faire entrer au conseil de régence, la reine lui octroie la nationalité espagnole.
Cependant, le jésuite qui a déjà refusé la dignité cardinalice, est impopulaire du seul fait de ses origines étrangères. Il est aussi issu d'une famille protestante. Le clergé, la noblesse et le peuple ne veulent pas de cet Allemand pourtant très compétent. Un de ses serviteurs sera même assassiné. Il semble que Juan José d'Autriche comte d'Oñate, fils légitimé de Philippe IV, soit à l'origine de l'attentat. La reine sera finalement obligée de renvoyer son conseiller. Pour ne pas perdre la face et ne pas humilier cet homme digne de sa confiance, elle le nommera ambassadeur près le Saint Siège et le fera nommer cardinal.
En effet, Juan José d'Autriche, fils que le défunt Philippe IV a eu de la comédienne María Calderón, fort populaire auprès du peuple du fait de ses origines, mais aussi de la noblesse pour ses actions militaires, tant en Sicile qu'en Flandre, a été nommé gouverneur de l'Aragon. Rassemblant 600 cavaliers, il a pris la tête de l'insurrection aragonaise. Voulant éviter une guerre civile, la régente n'a d'autre choix que de se séparer de son principal conseiller, le père jésuite Johann Eberhard Nithard, en 1669.
De même, s'appuyant sur la noblesse, Don Juan José obligera la reine mère à se séparer d'un autre premier ministre, dont le principal handicap était d'être un roturier anobli, Fernando de Valenzuela. Juan José finit par se faire nommer premier ministre en 1677. Sa mort en 1679 permit à la reine mère de reprendre les rênes du pouvoir.

### Querelles diplomatiques et guerrières

Les triomphes de Louis XIV de France sur l'Espagne (et l'Empire).

En Europe, à peine le roi d'Espagne est-il mort que le roi de France Louis XIV, prétextant le non-paiement de la dot de son épouse la reine Marie-Thérèse, déclenche la guerre de Dévolution qui affaiblit un peu plus l'Espagne (1667-1668). Par le traité d'Aix-la-Chapelle, l'Espagne doit céder à la France quelques places fortes belges mais récupère le comté de Bourgogne — que la France lui reprendra définitivement dix ans plus tard par le traité de Nimègue qui mit fin à la guerre de Hollande.
Reculant aux Pays-Bas et en Franche-Comté, l'Espagne recule aussi dans la péninsule Ibérique. Pour protéger sa frontière occidentale, la régente a dû signer en 1668 avec le souverain rebelle portugais le traité de Lisbonne qui reconnaît l'indépendance du Portugal, espagnol depuis 1580 et la légitimité de la Maison de Bragance. Le roi de Portugal a épousé en 1666 une princesse française, Marie-Françoise de Savoie-Nemours.
Favorable à l'alliance autrichienne, la reine Marie-Anne s'allie de nouveau aux puissances européennes contre la France de Louis XIV en 1674 et s'engage dans la Guerre de Hollande. Elle y perd la Franche-Comté et d'autres places belges.
De ce fait, la reine ne peut empêcher le mariage de son fils avec une nièce de Louis XIV, Marie-Louise d'Orléans (1679).
La nouvelle reine, Marie-Louise, se fait la championne de la politique impérialiste de la France, inclinant le roi à demeurer neutre alors que la guerre de la Ligue d'Augsbourg se profile. Elle meurt à 27 ans en 1689 et les Français font courir le bruit quelle a été empoisonnée sur les ordres de la reine-mère. D'ailleurs, le roi épousera en secondes noces Marie-Anne de Neubourg, sœur de l'impératrice (1691). Les deux mariages resteront stériles, le roi étant notoirement incapable d'engendrer.

### Campagne anti-esclavagiste
Marie-Anne a poursuivi les actions de son mari contre l'esclavage.[réf. nécessaire] En tant que régente, elle s'est engagée dans une vaste campagne anti-esclavagiste dans tout l'Empire espagnol. Cette campagne a commencé avec un ordre de la régente en 1667 de libérer tous les esclaves indiens au Pérou, au Chili, puis au Mexique en 1672.[réf. nécessaire]

### Problèmes de succession

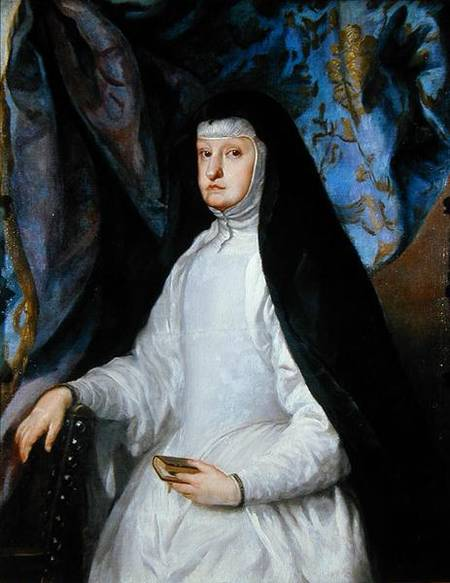
Marie-Anne, en habit de veuve, dans ces dernières années, par Claudio Coello, c. 1685–1693

Le petit roi Charles II d'Espagne étant considéré comme viable, en 1666 Marie-Anne a marié sa fille l'infante Marguerite-Thérèse, tant de fois peinte par Diego Velasquez, à son frère l'empereur Léopold Ier du Saint-Empire. La politique étant le premier devoir des princes et les méfaits de la consanguinité étant ignorés, il ne semble pas scandaleux qu'une princesse soit mariée à son oncle. Il en a été de même pour Marie-Anne. La jeune impératrice est morte prématurément en 1673 en laissant à son mari une fille unique Marie-Antoinette d'Autriche, héritière potentielle de l'empire espagnol, laquelle a été mariée en 1685 à l'électeur Maximilien II de Bavière.
Charles II n'ayant pas de descendance de ses deux mariages, la reine-mère lui fait désigner comme successeur peu avant de mourir son arrière-petit-fils, le prince Joseph-Ferdinand de Bavière né en 1692.

## Décès
La reine meurt le 12 juillet 1696 d'un cancer du sein et est inhumée dans la sépulture dynastique de l'Escurial.
Le petit prince bavarois ne lui survit pas longtemps. Il meurt subitement en 1699 à l'âge de six ans et l'on parle encore de poison, la France et l'Autriche lorgnant sur le fabuleux héritage espagnol.
En 1700, après la mort de Charles II, la Guerre de Succession d'Espagne éclate.

## Personnalité
Marie-Anne avait été décrite comme ayant été une jeune fille gaie, qui serait devenue froide et moins enjouée après son mariage, lequel l'avait assujettie à l'implacable et oppressante étiquette de la cour espagnole, et aux intrigues auxquelles elle dut faire face.
L'historien François Lebrun, peu amène envers la souveraine, la qualifie même de « paresseuse et incapable ». Peut-être sa vie sans joie l'avait-elle rendue quelque peu dépressive.

## Hommage

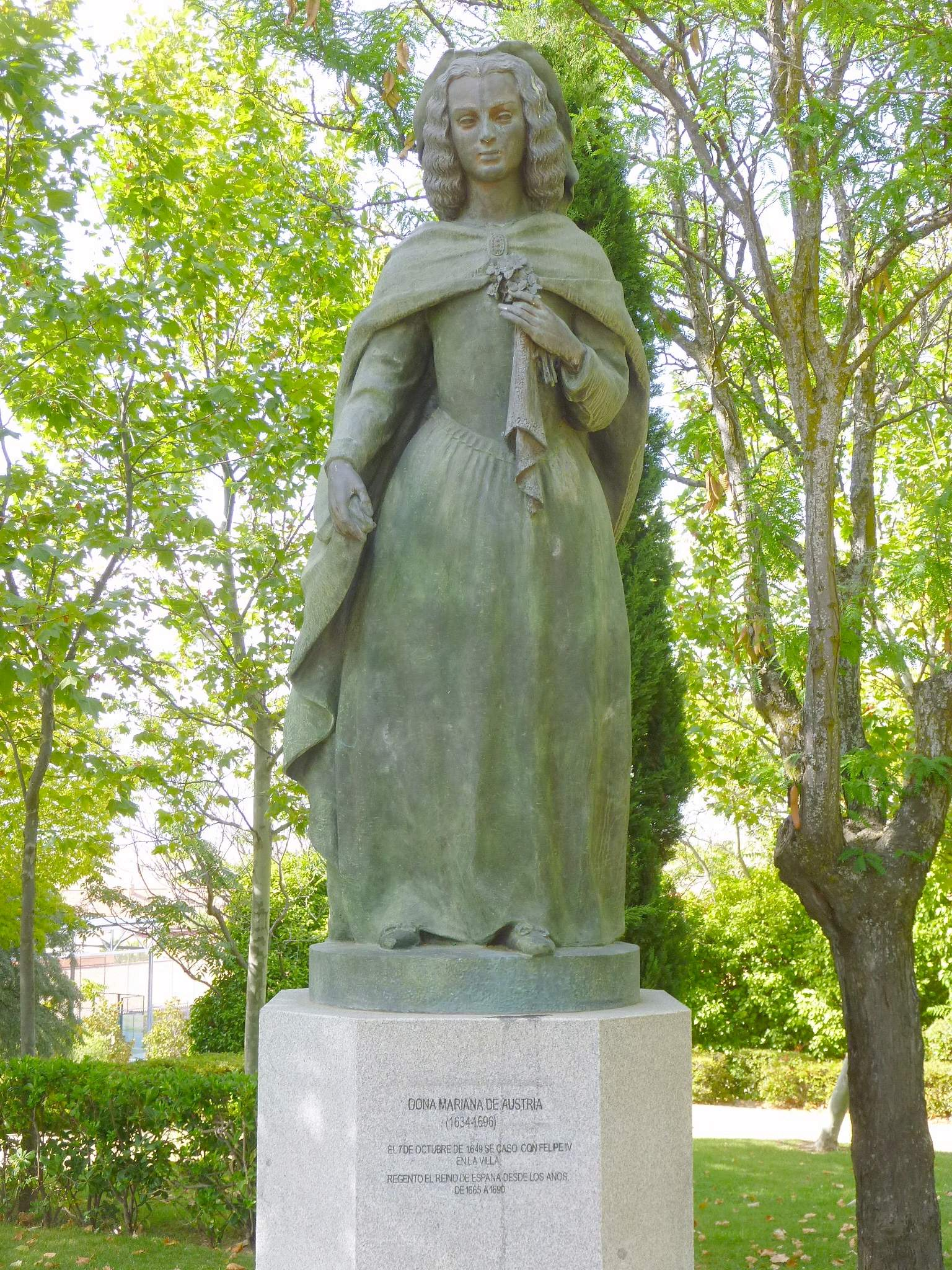
Statue commémorative de Marie-Anne d'Autriche dans le parc historique de San Sebastián de Navalcarnero

En 1668, le missionnaire jésuite Diego Luis San Vitores nomme les îles Mariannes dans le Pacifique Nord en hommage à la reine.
La fosse océanique la plus profonde du monde doit aussi son nom à cette reine: la Fosse des Mariannes, située au sud-est de ces îles.

## Descendance
La reine très catholique donne à la couronne d'Espagne cinq enfants qui la plupart meurent au berceau. Les méfaits d'une trop importante consanguinité entre époux sont alors ignorés et les mariages dynastiques soumis aux impératifs politique :
- Marguerite-Thérèse (1651-1673), qui épouse en 1666 son oncle, l'empereur Léopold Ier (1640-1705)
  - dont une fille Marie-Antoinette (1669-1692) qui épouse en 1685 Maximilien II, Électeur de Bavière (1662-1726).
- Marie-Ambroise de la Conception (née et morte en décembre 1655)
- Philippe-Prosper (20 novembre 1657-1er novembre 1661)
- Thomas-Charles (1658-1660)
- Charles II (6 novembre 1661- 1er novembre 1700) épouse en 1679 Marie-Louise d'Orléans (1662-1689) puis en 1691 Marie-Anne de Neubourg (1667-1743)